# Heliconius melanippe
Heliconius melanippe är en fjärilsart som beskrevs av Riffarth 1900. Heliconius melanippe ingår i släktet Heliconius och familjen praktfjärilar. Inga underarter finns listade i Catalogue of Life.